# Huntly (Szkocja)
Huntly (gael. Hunndaidh) – miasto w północno-wschodniej Szkocji, w hrabstwie Aberdeenshire, położone nad ujściem rzeki Bogie do Deveron. W 2011 roku liczyło 4768 mieszkańców.
Od XII wieku w miejscu tym znajdował się zamek, dwukrotnie niszczony i odbudowywany, od XIV wieku stanowiący rezydencję klanu Gordon. Do dziś zachowały się ruiny budowli z XV-XVII wieku (Huntly Castle). Wokół zamku z czasem powstała osada, początkowo nosząca nazwę Milton of Strathbogie. W drugiej połowie XVIII wieku, za sprawą ówczesnego księcia Gordon, w jej miejscu rozplanowane zostało miasto pod obecną nazwą. Pod koniec XVIII wieku liczba mieszkańców sięgnęła 3000.
Miasto położone jest przy głównej drodze prowadzącej z Aberdeen do Inverness oraz łączącej te miasta linii kolejowej. Znajduje się tu stacja kolejowa Huntly.